# John Mitchell Nuttall
John Mitchell Nuttall (* 21. Juli 1890 in Todmorden; † 28. Januar 1958) war ein englischer Physiker. Er ist vor allem dadurch bekannt, dass er mit Hans Geiger zusammen die Geiger-Nuttall-Regel für den radioaktiven Zerfall aufgestellt hat.
Nuttall machte 1911 einen Abschluss an der University of Manchester und wurde Assistant Lecturer in Physik an der University of Leeds. Während des Ersten Weltkriegs diente er als Captain bei den Royal Engineers. 1921 wurde er stellvertretender Direktor (Assistant Director) der physikalischen Laboratorien der University of Manchester. Die Stelle behielt er bis 1955.
Geiger und Nuttall machten außerdem physikalische Versuche, die Ernest Rutherford zu seinem Atommodell führten.